# Parc Nacional de Slītere
El Parc Nacional de Slītere (en letó, Slīteres nacionālais parks) és un parc nacional al comtat de Talsi, regió de Kurzeme, a la costa oest del país europeu de Letònia. Encara que formalment va ser establert l'any 2000, es basa en l'antiga Reserva natural de Slītere, una de les reserves naturals més antigues als Estats bàltics. Cobreix una àrea de 265 quilòmetres quadrats -incloent 101 quilòmetres quadrats a la mar Bàltica-, convertint-se en el parc nacional més petit a Letònia.
El Parc Nacional és famós pels boscos de fulla ampla que cobreixen la seva antiga costa i pel complex de dunes -(anomenat Kangari en letó- i depressions que mostren entre les dunes, alguns pantans. La majoria dels boscos de fulla ampla es troba a la Zilie Kalni o «Turons blaus», que són geològicament una de les característiques més recognoscibles del parc. Fa milers d'anys, el Zilie Kalni va formar l'antiga ribera d'un llac de gel del Bàltic.